# جوك إدواردز
جوك إدواردز (27 مايو 1955 في نيوزيلندا - 6 أبريل 2020) (بالإنجليزية: Jock Edwards)‏ هو لاعب كريكت نيوزلندي. شارك مع منتخب نيوزيلندا الوطني للكريكت.

## وصلات خارجية
- جوك إدواردز على موقع إي آس بي آن كريك إنفو (الإنجليزية)